# 1838 Ursa
Az 1838 Ursa (ideiglenes jelöléssel 1971 UC) egy kisbolygó a Naprendszerben. Paul Wild fedezte fel 1971. október 20-án.